# La sombra del otro
La sombra del otro es una telenovela mexicana producida por Julissa para la cadena Televisa en 1996. Escrita por Carlos Olmos, Fue protagonizada por Edith González y Rafael Rojas, contando con las actuaciones antagónicas de Alejandro Camacho y Adriana Laffan.

## Argumento
Presionada por su padre, Don Clemente, Lorna Madrigal se compromete en matrimonio con Iván Lavarta, un prestigioso psicólogo con quien se une solo por gratitud, ya que cuando niños él la salvó de un incendio en el que murió la madre de Lorna, Bernardina del Castillo. Pese al compromiso moral, el día de la boda decide no casarse con Iván.
Este hecho descubre las verdaderas intenciones de Iván quien, bajo la apariencia de ser un hombre centrado y seguro, esconde las pasiones enfermizas de un psicópata incapaz de controlar su agresividad bajo los efectos del alcohol. En la vida de Lorna aparece el arquitecto Manuel de la Riva, un hombre casado que vive un infierno al lado de su esposa Betsy Corcuera, una mujer neurótica y enfermiza que acude al consultorio de Iván para someterse a terapia.
El amor entre Lorna y Manuel crece, pero las intrigas de Iván impiden la felicidad de la pareja. Presionada por Iván, Betsy decide acabar con su vida arrojándose desde el balcón de su departamento. Manuel, temeroso de que la policía lo culpe del suicidio de su mujer, huye y se refugia en casa de su amigo Brailovsky, sin embargo, la policía descubre su paradero. Durante la persecución el jeep donde viaja Manuel se precipita a un barranco y estalla pero, herido y con el rostro desfigurado, logra salvarse. 
Luego Manuel se opera la cara y se hace pasar por Marcos Beltrán, socio de Brailovsky y quien en verdad murió en el accidente tratando de salvar a Manuel. Ahora haciéndose pasar por su amigo regresa para demostrar que él no mató a Betsy. Lorna se casa con Iván por hacerle una promesa a Don Clemente y Manuel se enfrenta a dos enemigos: Iván Lavarta y la sombra de lo que fue, así mismo Iván se enfrentará duramente con "la sombra del otro" por el amor de Lorna.

## Elenco
- Alejandro Camacho - Dr. Iván Lavarta Morales
- Edith González - Lorna Madrigal del Castillo
- Rafael Rojas - Manuel de la Riva / Marcos Beltrán
- Adriana Laffan - Betsy Corcuera de De la Riva
- Carlos Bracho - Don Clemente Madrigal
- Lilia Aragón - Marina Morales
- Blanca Sánchez - Dora "Dorita" Villavicencio vda. de Rojas / de Madrigal
- Pedro Armendáriz Jr. - Comandante Luis Tello
- José Suárez - Alberto Rojas Villavicencio
- Dacia González - Camila Corcuera
- Luis Couturier - Pierre Tavernier
- Marta Aura - Julieta de Tavernier
- Jorge Antolín - Julián de la Riva
- Andrea Legarreta - María Elena "Malena" Gutiérrez
- Odiseo Bichir - Dr. Germán Pineda
- Manuel Gurría - Fermín Luján
- Amairani - Cora Meléndez
- Patricio Castillo - Ludwig Brailovsky
- Carmelita González - Coco de la Riva
- Dolores Beristáin - Concepción "Conchita" de la Riva
- Gustavo Negrete - César Corcuera
- Adriana Larrañaga - Sonia Escudero
- Martha Escobar - Olga Palmerín
- Rafael del Villar - Marcos Beltrán
- Susana Zabaleta - Lic. Angelina Amaral
- Mario del Río - Andrés
- Héctor Ortega - Dr. Frank Gluck
- Evangelina Sosa - Maley
- Yasser Beltrán - Yasser Labrath "El Arabito"
- Joana Brito - Consuelo
- Mariana Brito - Naty Vidal
- Manuela Imaz - Lorna Madrigal (niña)
- Alan Gutiérrez - Iván Lavarta (niño)
- Eugenia Leñero - Susy
- Luis Rábago - Pancho
- Rebeca Mankita - Cristal
- Maya Mishalska - Bernardina del Castillo de Madrigal
- Tere Mondragón - Marga
- Beatriz Monroy - Chayito
- Juan Felipe Preciado - Platón
- Verónica Langer - Fátima
- Baltazar Oviedo - Albañil
- Josefo Rodríguez - Dr. Juan Durán
- Raúl Valerio - Tiburcio
- Alejandro Ávila - Benito
- Alicia del Lago - Empleada de los Tavernier
- Fernando Robles - Mario Zamora
- Adrián Taboada - Padre Palazuelos
- Jorge Munguía - Santiago (hijo de Lorna)
- Martha Navarro
- Manuel Ojeda
- Raquel Pankowsky
- Renée Varsi
- Ricardo Lezama
- Elena Vela
- Benito Perculis
- Ramón Ramos Arizde

## Equipo de producción
- Historia original de: Carlos Olmos
- Adaptación: Carlos Olmos, Enrique Serna
- Supervisión literaria: Dolores Ortega, Isabel Soriano
- Tema original: La sombra del otro
- Autor: Guillermo Méndez Guiú
- Música original: Guillermo Méndez Guiú
- Escenografía: Mirsa Paz
- Ambientación: Laura Ocampo
- Vestuario: Iliana Pensado
- Director de arte: Juan José Urbini
- Diseño de imagen: Mike Salas
- Caracterización: Lupelena Goyeneche, Arturo Galicia, Fernando Olvera
- Musicalizador: Ignacio Pérez Cortés
- Editores: Alfredo Sánchez, Manuel Ángel Barajas, Alberto Cárdenas
- Jefe de foro: Guillermo Pineda
- Jefe de locaciones: Alejandro Olivera
- Directora de diálogos: Zaide Silvia Gutiérrez
- Director adjunto: Lino Adrián Gama Esquinca
- Jefe de producción: Sergio Espejo
- Gerente administrativo: Jorge Romero Díaz
- Coordinación de producción: María del Carmen Marcos
- Dirección de cámaras: Manuel Ángel Barajas
- Productora asociada: Giselle González Salgado
- Dirección de escena: Benjamín Cann
- Productora: Julissa

## Premios y nominaciones

### Premios TVyNovelas 1997
| Categoría               | Nominado(a)       | Resultado |
| ----------------------- | ----------------- | --------- |
| Mejor actor protagónico | Rafael Rojas      | Nominado  |
| Mejor villano           | Alejandro Camacho | Nominado  |
| Mejor primer actor      | Carlos Bracho     | Nominado  |
| Mejor actriz de reparto | Andrea Legarreta  | Nominada  |

### Sindicacion internacional
- Bolivia: ATB. Empezó a emitirse el 16 de septiembre de 1996, a las 8:00, como parte del acuerdo con Televisa
- Colombia: Canal A
- Ecuador: Gama TV
- Perú: América Televisión
- Chile: Mega
- Estados Unidos: Univisión / Galavisión
- México: TLNovelas, siempre repite las telenovelas de Televisa en diferentes horarios.